# مقاطعة ليون (آيوا)
مقاطعة ليون (بالإنجليزية: Lyon County)‏ هي إحدى مقاطعات ولاية آيوا في الولايات المتحدة الأمريكية.